# Armel Beaufils
Pour les articles homonymes, voir Beaufils.
Émile-Jean Armel-Beaufils, dit Armel Beaufils, né le 26 novembre 1882 à Rennes (Ille-et-Vilaine) et mort le 21 février 1952 à Saint-Briac (Ille-et-Vilaine), est un sculpteur français.

## Biographie
Ancien élève de l'École régionale des beaux-arts de Rennes de 1903 à 1906, puis admis à l'École nationale supérieure des beaux-arts de Paris dans les ateliers de Luc-Olivier Merson (1846-1920) et d'Antonin Mercié (1845-1916), Armel Beaufils fréquente ensuite l'atelier de Jules Jacques Labatut (1851-1935). Il expose rapidement au Salon des artistes français, sans discontinuer jusqu'en 1951. Il y obtint notamment une médaille de bronze en 1914, une médaille d'argent en 1921, et une médaille d'or en 1924.
Artiste prolifique, il réalise neuf monuments aux morts entre 1917 et 1921, et des statues commémoratives en Bretagne, dont le Monument à Anatole Le Braz dans le parc des Promenades de Saint-Brieuc.

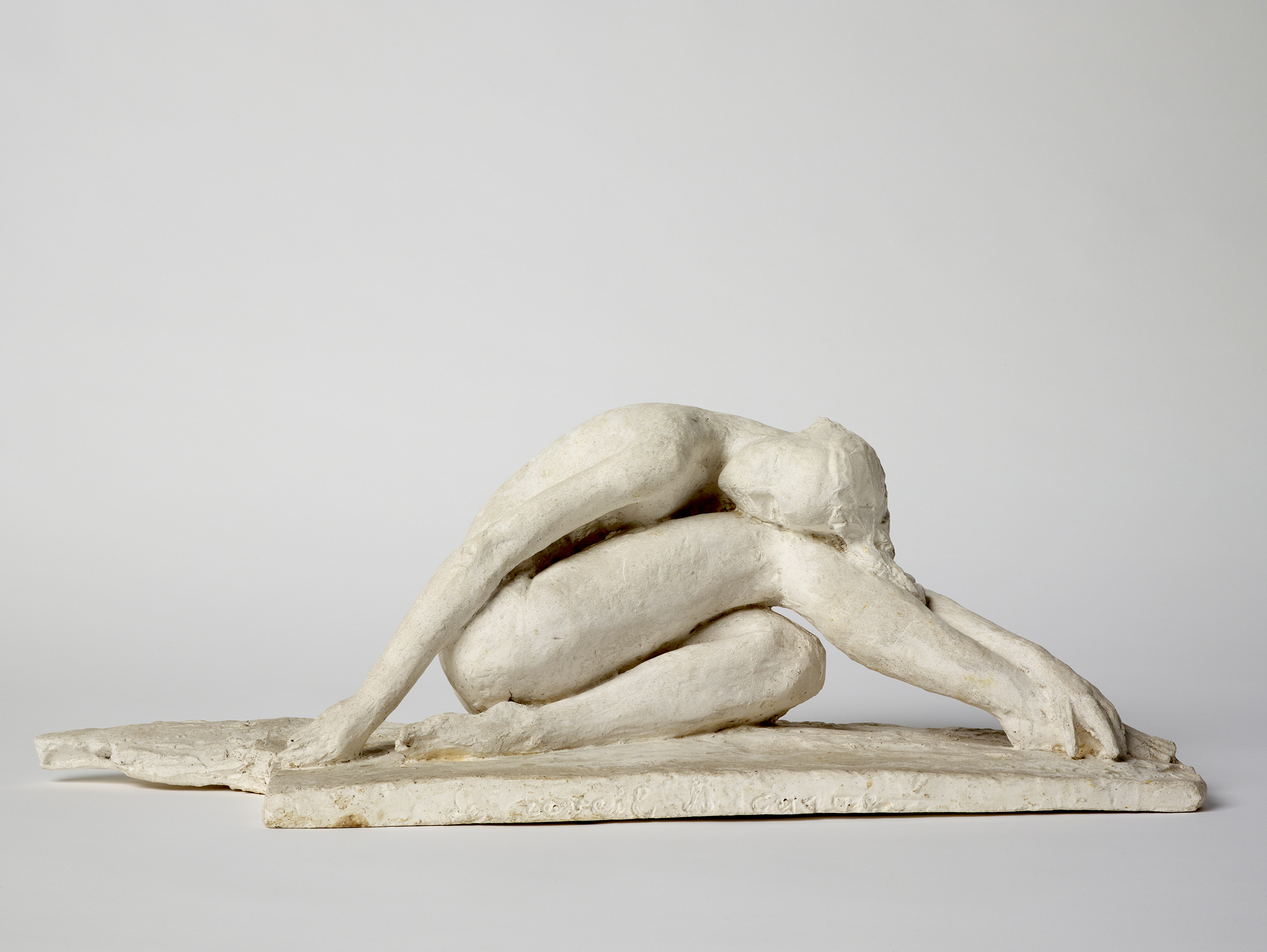
Le réveil du cygne - Armel Beaufils

La représentation de la femme est au cœur de son œuvre. Il aime travailler dans divers matériaux des sujets inspirés de la Bretagne traditionnelle et des sujets puisés dans la vie balnéaire. La Manufacture Henriot édite sa Pennhérès de Plougastel (L'héritière de Plougastel), grand sujet polychrome parmi les tout premiers tirages. Cette jeune fille à l'aplomb plein d'autorité porte avec beaucoup de grâce la marque de son statut social.
Le couple d'Armel Beaufils organise des goûters d'enfants à l'occasion desquels il réalise des croquis lui servant à réaliser des sculptures d'enfants.

## Œuvres

### Monuments
- Monument à Anatole Le Braz, Saint-Brieuc.
- Gisant du duc Jean V de Bretagne, bas-côté nord de la cathédrale de Tréguier.
- Jeune fille de Fougères, statue en marbre, 1913, Fougères (Ille-et-Vilaine).
- Monument à Zacharie Roussin, chimiste, 1919, Fougères.
- Monument aux morts de Saint-Cast-Le Guildo[8], 1920.
- Monument aux morts de Ploaré, 1920.
- Monument aux morts de Fougères, 1920.
- Monument aux morts de Saint-Servan, 1922.
- Monument aux morts d'Anet Eure-et-Loir inauguré le 10 novembre 1922.
- Monument Aristide Briand, 1932, rue de Pors-Termen à Trébeurden[9].
- Monument à Chateaubriand de Saint-Malo, 1948.
- Monument aux morts de Saint-Briac-sur-Mer.
- Tombeau de Paul Grandhomme, surmonté d'une statuette en bronze réalisée en collaboration avec son épouse Zannic Armel-Beaufils, Saint-Briac-sur-Mer[10].
- Monument à Élisabeth Ire de Russie, Saint-Briac-sur-Mer, boulevard de la Mer.
- Monument aux Américains, Saint-Briac-sur-Mer, Balcon d'Émeraude[11].
- Fronton de La Poste, Saint-Briac-sur-Mer, place du Centre.
- Monument aux morts de Saint-Malo, 1923.
- Monument à Chateaubriand, 1943-1947, Saint-Malo.
- Notre-Dame-de-la-Garde, 1946, en collaboration avec son épouse, Zannic Armel-Beaufils, Saint-Cast-le-Guildo.

## Collections publiques

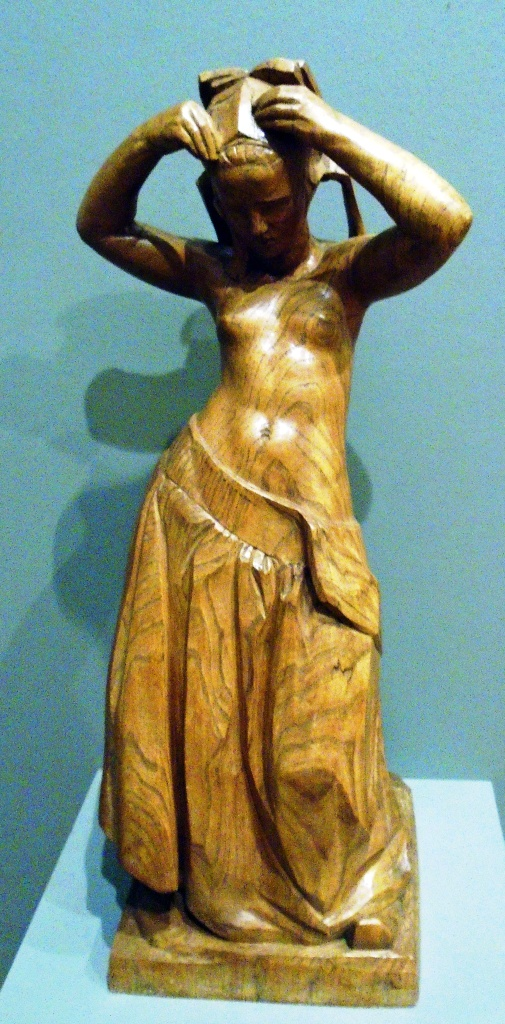
Aptèes le Pardon 1942ca - Musée des Beaux Arts de Rennes

- Aptèes le Pardon 1942ca - Musée des Beaux Arts de RennesQuimper, musée départemental breton :
  - La Dernière épingle, 1931, pierre calcaire ;
  - Jeunes filles de Plougastel-Daoulas, bronze ;
  - Fillette de Plougastel-Daoulas, 1927, bronze ;
  - Jeune Ouessantine, ébène ;
  - La Penherres, fille de Plougastel-Daoulas, faïence ;
  - Jour de pardon, femme de Ploaré.
- Rennes, musée des beaux-arts :
  - La Fée des grèves, 1942 ;
  - Buste de jeune fille, Mademoiselle Lecourbe ;
  - Après le pardon 1942ca Musée des Beaux Arts de Rennes;
  - Le Procès de Jeanne d’Arc ;
  - Les Rameaux.

- Rennes, musée de Bretagne : plus de 265 œuvres [12]

## Hommages
Plusieurs villes de Bretagne ont donné son nom à une rue, notamment à Dinard, Douarnenez, Fougères, Rennes, Saint-Briac, Saint-Brieuc, Saint-Cast et Saint-Malo.
Zannic Anne Beaufils a sculpté un Monument à Armel Beaufils, visible à Saint-Briac-sur-Mer dans le square de la Houle.